# آرامازد
آرامازد دارای والاترین مقام در میان اساطیر ارمنی است. آرامازد فرزند زمان، ایزد آسمان و زمین، بخشاینده باروری و حاصلخیزی به زمین است. به آرامازد عناوینی چون دانا، بزرگ، قادر و تواناترین اطلاق شده‌است. پرستشگاه‌های او در قلعه آنی (شهر باستانی) و روستای «دارناقیاتس» در نزدیکی شهر ارزنجان (یرزنکا) کنونی قرار داشت. فرزندان او عبارت بودند از:آناهید (اساطیر ارمنی)، نانه، میهر (اساطیر ارمنی).

## تاریخ
جشن آرامازد، را در آمانور (سال نو) زمانی که مسابقات و بازی‌های گوناگون و شادی بخش برپا می‌شد، برگزار می‌کردند. برای آرامازد حیواناتی به رنگ سفید چون گاو نر، میش و اسب قربانی می‌کردند. روز پانزدهم گاهنامه قدیم ارمنی به نام آرامازد نامگذاری شده‌است.
در بالای کوه نمرود، آرامگاه پادشاهی با مجسمه‌هایی به ارتفاع هشت متر و سنگ نبشته‌هایی وجود دارد که توسط آنتیوخوس یکم کوماژن، پادشاه کوماژن، ساخته شده‌است. در میان این مجسمه‌های بزرگ سنگی مجسمهٔ آرامازد (زئوس) نیز وجود دارد. در یکی از این سنگ نبشته‌ها چنین آمده که «کوماژن» به خاک ارمنستان متعلق است.